# Natalie Grandin
Natalie Grandin (født 27. februar 1981 i East London, Sydafrika) er en professionel tennisspiller fra Sydafrika.
Natalie Grandin højeste rangering på WTA single rangliste var som nummer 144, hvilket hun opnåede 12. september 2005. I double er den bedste placering nummer 24, hvilket blev opnået 22. august 2011.